# خوان آلونسو
خوان آلونسو (اسپانیایی: Juan Alonzo‎؛ زادهٔ ۲۴ ژوئن ۱۹۱۱ - درگذشته نامشخص) بازیکن فوتبال اهل کوبا بود.
وی همچنین در تیم ملی فوتبال کوبا بازی کرده‌است.